# ТЕС Санта-Ріта/Сан-Лоренцо
13°46′13″ пн. ш. 121°2′5″ сх. д. / 13.77028° пн. ш. 121.03472° сх. д.
ТЕС Санта-Ріта/Сан-Лоренцо – теплова електростанція на півдні філіппінського острова Лусон. Перша за часом спорудження та найпотужніша у складі енергокомплексу First Gen Clean Energy Complex, до якого також входять ТЕС Сан-Габріель та ТЕС Авіон.
Поява ТЕС була пов’язана із проектом розробки офшорного газового родовища Малампая, від якого проклали газопровід до затоки Батангас. На узбережжі останньої обрали майданчик для станції, при цьому лише для першої черги, відомої як ТЕС Санта-Ріта, довелось насипати 0,42 млн м3 грунту та встановити 5200 бетонних паль завдовжки від 12 до 17 метрів.
В 2000 році в межах першої черги ввели в експлуатацію чотири однотипні парогазові блоки потужністю по 238 МВт, в кожному з яких одна газова турбіна живить через котел-утилізатор одну парову турбіну потужністю 92 МВт. У 2002-му стала до ладу друга черга, відома як ТЕС Сан-Лоренцо, що має два парогазові блоки потужністю по 253 МВт, в кожному з яких одна газова турбіна живить через котел-утилізатор одну парову турбіну потужністю 92 МВт. Також можливо відзначити, що зазвичай загальні потужності ТЕС Санта-Ріта та ТЕС Сан-Лоренцо визначають на рівні 1000 МВт та 500 МВт відповідно. 
На випадок нестачі природного газу станція може споживати нафтопродукти (перші кілька місяців її існування це взагалі було головне паливо, оскільки розробка Малампаї стартувала лише в 2001 році). Тому разом з нею спорудили причал для прийому танкерів дедвейтом від 20 до 100 тисяч тон, а також 5 резервуарів загальною ємністю 143 тис м3. Враховуючи вичерпання запасів Малампаї, в першій половині 2020-х поруч розпочали спорудження терміналу Батангас, який призначений для імпорту зрідженого природного газу.
Для охолодження використовується морська вода.
Видача продукції відбувається по ЛЕП, розрахованій на роботу під напругою 230 кВ.
Проект реалізували через компанію First Gen, яка на момент спорудження генеруючих потужностей належала філіппінській First Philippine Holdings Corporation (60%) та британській BG (40%). В 2012-му First Philippine Holdings Corporation викупила частку партнера та стала одноосібним власником.